# Arachchige Pradeep Kumara
Amarasingha Arachchige Sanjaya Pradeep Kumara (* 8. August 1982) ist sri-lankischer Fußballspieler.

## Karriere

### Verein
Der Verteidiger studierte am Kotahena Central College und spielte bislang für die Vereine Saunders SC und zuletzt Police SC Colombo.

### Nationalmannschaft
Pradeep Kumara war Mitglied der sri-lankischen Fußballnationalmannschaft und gehörte zur zweitplatzierten Auswahl seines Heimatlandes beim AFC Challenge Cup 2006. Zwei Jahre später nahm er erneut mit dieser am AFC Challenge Cup 2008 teil. Bei diesem Turnier trug er die Rückennummer 31.